# Brickell Flatiron
Brickell Flatiron è un grattacielo residenziale nel quartiere Brickell di Miami, in Florida.

## Caratteristiche
Alto 224 metri e con 64 piani contenenti 527 unità abitative,  condominio di lusso è chiamato "flatiron" a causa del lotto triangolare su cui è costruito, simile al Flatiron Building di New York. Attualmente è l'edificio residenziale più alto a sud di New York.
Brickell Flatiron era originariamente un grattacielo per uso misto proposto e approvato dal Comune di Miami nel 2006 con un permesso speciale. Si era negli anni del boom dello sviluppo degli anni 2000 e la costruzione dovrebbe iniziare nel 2008. L'edificio è stato messo in attesa e poi cancellato per motivi finanziari durante la Grande Recessione. Se fosse stato completato come originariamente previsto, sarebbe stato l'edificio più alto di Miami.
L'edificio doveva essere costruito su due lotti che formano un triangolo al bivio dove South Miami Avenue e Southeast 1st Avenue divergono nel quartiere finanziario di Miami Brickell. A partire da giugno 2011, il sito era ancora recintato ma senza alcun segno di lavori in corso; nel 2012 il piccolo pacco triangolare è stato temporaneamente trasformato in un parco, gran parte del quale è stato sostituito dalla costruzione di un centro di vendita. I lotti sono stati quindi venduti all'attuale sviluppatore, Ugo Colombo del gruppo CMC con Vladislav Doronin, che ha ridisegnato la torre in modo che si trovasse solo sul lotto più grande.
Nel 2017, CMC ha incassato 236 milioni di dollari in finanziamenti per l'edilizia, di cui 138,3 milioni da Bank of the Ozarks (ora chiamato Bank OZK), per Brickell Flatiron. Brickell Flatiron è stato completato alla fine del 2018 e ha ricevuto il TCO (certificato di occupazione temporaneo) nell'ottobre 2019.  La torre condominiale presenta interni disegnati da Massimo Iosa Ghini .
A oggi è il quarto edificio più alto della città.